# Barret-de-Lioure
Barret-de-Lioure è un comune francese di 78 abitanti situato nel dipartimento della Drôme della regione dell'Alvernia-Rodano-Alpi.

## Società

### Evoluzione demografica
Abitanti censiti